# Tonia (województwo małopolskie)
Tonia (daw. Tonie) – wieś w Polsce położona w województwie małopolskim, w powiecie dąbrowskim, w gminie Bolesław.
W latach 1975–1998 miejscowość administracyjnie należała do województwa tarnowskiego.

## Części wsi
| SIMC    | Nazwa         | Rodzaj     |
| ------- | ------------- | ---------- |
| 0813401 | Czarne Błonie | przysiółek |
| 0813418 | Mała Tonia    | część wsi  |
| 0813424 | Wielka Tonia  | część wsi  |
| 0813430 | Zamoście      | część wsi  |

## Zabytki
- Pomnik polskiego legionisty z okresu I wojny światowej, w który została wmurowana tablica pamiątkowa, dla uczczenia mieszkańców wsi, poległych i pomordowanych w latach II wojny światowej[6].